# Linus et Boom
Linus et Boom est une série d'animation en images de synthèse franco-coréenne en 52 épisodes de 12 minutes, créée et réalisée par Hervé Trouillet et diffusée à partir du 6 avril 2009 sur France 3 dans l'émission Toowam puis dans l'émission Ludo.
La série fut par la suite diffusée sur Canal J à partir du 31 août 2009 puis sur Gulli.
Le générique de début est composé et interprété par Renan Luce.

## Synopsis
Dans le futur, sur Terre. Un organisme paragouvernemental, le Space Development Center, veut prendre le contrôle de la Voie lactée tout entière. Il pourchasse, enferme, et mène sur les aliens de terribles expériences. La population, qui subit la propagande du SDC, soutient son action et vit dans la crainte d'être envahie par les extraterrestres. Mais un groupe de collégiens de la ville de Cosmopolis, Linus McLoon, Taki, Iris Bowen  et Monroe Stewart , pensent que le SDC est dans l'erreur et que les aliens ne peuvent pas être tous méchants.
Un jour, un alien nommé Boom atterrit chez Linus dans une grande explosion. Pouvant être transformé en humain, il rejoint le groupe d'amis et essaie de s'adapter à la vie sur Terre.
Sous le couvert d'un club d'astronomie, ils déjouent ensemble les plans du SDC en renvoyant le plus grand nombre d'extraterrestres chez eux, sains et saufs.

## Fiche technique
- Titre : Linus et Boom
- Création : Hervé Trouillet
- Réalisation : Hervé Trouillet
- Montage : Natalys Raut-Sieuzac
- Musique : Cyril de Turckheim
- Production : Philippe Mounier et Suhoon Kim
- Sociétés de production : Timoon Animation et SAMG Animation
- Pays d'origine :  France,  Corée du Sud
- Durée : 12 minutes

## Distribution
- Delphine Moriau : Linus McLoon
- Ioanna Gkizas : Taki
- Claire Tefnin : Monroe Stewart, Jenny Phelps
- Elsa Poisot : Iris Bowen
- Martin Spinhayer : Docteur K
- Gauthier de Fauconval : le chef des Beebees
- Emmanuel Dekoninck : Cornell Thomas

## Épisodes
1. La montre de Scire, première partie
2. La montre de Scire, deuxième partie
3. Zatkush
4. Stella
5. Proto 0-1
6. Garde du corps
7. Le défi
8. Alias Dicoye
9. Opération portes ouvertes
10. Motus
11. La chasse au Plouk
12. Solidaire Solitaire
13. Mars et Vénus
14. L'ami Glasson
15. Grosse prise
16. Princesse Aqaba
17. Le dilemme
18. Ma meilleure ennemie
19. Le redoutable ververs
20. Mignon à croquer
21. Capitaine Univers
22. Ronk et Zotz
23. Gabotz le conquérant
24. Hally
25. Ma mère est un alien
26. Sacrifice, première partie
27. Sacrifice, deuxième partie
28. Stotorm
29. Agent Boom
30. Pits Ugujfru
31. Une étoile est née
32. Bye bye Beebee
33. Le prix de l'âge
34. Coup de blues
35. De marbre
36. Cœur de cible
37. Miniboom
38. Vortex
39. Invité surprise
40. Linus contre Boom
41. Gogalem
42. De corps à corps
43. Larva
44. La tête ou l'athlète
45. Cure de jouvence
46. Multiplex
47. Flashback
48. Iris et Joon
49. Zlif et Zlof
50. L'appel de l'appeau
51. Le Rayon oméga, première partie
52. Le Rayon oméga, deuxième partie

## DVD
Un premier volume de la série, contenant les 13 premiers épisodes, intitulé Linus et Boom - Saison 1 : vol. 1, édité par France Télévisions Distribution et distribué par Seven7, est sorti le 9 février 2010 en DVD.

## Univers de la série

### Personnages

#### Linus McLoon
Linus est un collégien idéaliste roux aux yeux verts de 12 ans. Il tente de déjouer les plans du SDC avec ses amis et le Docteur K depuis que ce dernier lui a donné la « montre de Scire ». D'abord amoureux de sa camarade Jenny (qui aime Boom puis Cornell et ne s'intéresse pas du tout à lui), il finit par tomber amoureux d'Iris  : il lui dit et l'embrasse dans le dernier épisode,   mais celle-ci ne s'en souvient pas car elle était inconsciente à ce moment-là. Linus a une petite sœur, Sophia, et voudrait devenir astronaute comme son père. Il est le rival de Cornell. C'est aussi un grand amateur de Jet-board (trottinette à lévitation).

#### Marlène McLoon
Épouse de Victor et mère de Linus et Sofia qu'elle élève seule. Elle héberge Boom dont elle connaît la réelle nature. Elle a les cheveux roses, un pantalon violet, un tee-shirt blanc et des chaussures noires.

#### Victor McLoon
Époux de Marlène et père de Linus et Sofia. Il est astronaute et part à la rencontre des peuples extraterrestres pour prouver au SDC (qui l'emploie) que ceux-ci ne sont pas forcément dangereux. Il n'est pas présent car il est constamment en mission très loin de la Terre, mais il communique avec sa famille via un système holographique de salon. Il revient dans le double épisode Le Rayon Oméga pour aider le club d'astronomie à vaincre Numéro 9 et détruire le Rayon Oméga. Après la bataille finale, il revient auprès de sa famille.

#### Sophia McLoon
Petite sœur de Linus. Elle a les cheveux roses et les yeux verts. Elle est très intrépide et participe parfois aux missions de Linus et ses amis. Elle s'entend bien avec son frère et Boom.

#### Boom
Jeune extraterrestre rouge de 93 ans (14 années terrestres). Surnommé « la Tomate transgénique » par le SDC. Il vient de la planète Velguze et est arrivé sur Terre pour déjouer les plans de Numéro 9, le patron du SDC. Le docteur K lui a implanté une puce qui permet de lui donner une apparence humaine sur commande de la « montre de Scire », portée par Linus. Il se fait passer pour le cousin de Linus et est hébergé chez lui. Jenny est amoureuse de lui mais il n'y prête jamais d'attention.

#### Iris Bowen
Camarade de classe de Linus, elle est la première de la classe. C'est la fondatrice du club d'astronomie. Elle possède le don de comprendre les langues extraterrestres et de réussir à les consoler facilement grâce à tout l'amour et la générosité qu'elle a en elle. Iris aime Linus mais n'ose pas le lui avouer. Elle est donc très jalouse de Jenny car Linus est fou amoureux d'elle. Cependant, Linus finit par tomber amoureux d'Iris, et il le lui dit et l'embrasse dans le dernier épisode de la série mais Iris n'en saura rien car elle avait perdu connaissance après avoir été touchée par un tir laser, en protégeant Linus. Elle déteste son camarade Cornell, partisan du SDC, qui va jusqu'à déchirer la pétition d'Iris en faveur des aliens. Malgré sa gentillesse, Iris peut avoir un caractère assez teigneux.

#### Monroe Stewart
Camarade de classe de Linus. Il est amateur d'informatique et de mathématiques, ce qui lui permet d'être le contrôleur avec le docteur K des missions du Club. Il ne se sépare jamais de son ordinateur portable. Il n'est jamais trop sur le terrain la plupart du temps il reste au labo pour dire aux autres les faits et gestes du SDC ou pour leur dire où se trouve un extraterrestre. Il se dispute souvent avec Taki.

#### Taki
Camarade de classe de Linus. Plutôt insolent, il n'aime pas aller à l'école (il est d'ailleurs redoublant). Il invente toutes sortes d'objets plus ou moins utiles (télécommande pour chasse d'eau, brouilleur d'ondes, etc.). Il se dispute souvent avec Monroe, mais reste un très bon ami pour les membres du club d'astronomie. Il conseille délibérément à Linus de sortir avec Iris, qu'il considère d'ailleurs comme une sœur. Mais au fur et à mesure des épisodes, Linus se rapproche progressivement d'Iris et après qu'il l'ai embrassée dans le double épisode Le Rayon Oméga, Taki lui dit de recommencer car elle était évanouie, acceptant finalement l'évolution de la relation de ses deux amis.

#### Docteur K
Ancien grand généticien ayant participé aux premières rencontres avec les extraterrestres, notamment le premier contact entre les humains et les aliens. Il possédait la « montre de Scire » avant de la donner à Linus. Il s'occupe de tout ce qui est trop complexe pour les membres du club d'astronomie. Il est officiellement le gérant d'un minigolf qui se situe au-dessus du QG du club d'astronomie. 

#### Les Beebees
Commando d'élite, le groupe de trois minuscules extraterrestres verts s'est incrusté dans le vaisseau de Boom avant l'arrivée sur Terre. Ils se font passer pour des jouets devant les inconnus (hors du club d'astronomie ou de l'appartement des McLoon). Tout ce qu'ils font vire généralement à la catastrophe. Mais pourtant, ils sont connus dans tous l'univers en tant que sauveurs de la galaxie, ce qui étonne beaucoup Linus et les autres.

#### Hally
Sbire androïde du SDC qui à la suite d'un défaut de fabrication a développé une conscience et des émotions. Il se rebelle contre ses créateurs dans l'épisode 25 et aide le club d'astronomie à libérer un alien, mais il prédit qu'il explosera, car tous les sbires sont équipés d'un système d'autodestruction et ainsi ceux qui sont défectueux sont détruits. Hally meurt en sauvant Boom d'un tir, mais Monroe a créé une copie virtuelle d'Hally sur l'ordinateur central du QG du club, Hally fut donc « sauvé ».

#### Jenny Phelps
C'est la fille la plus populaire du collège de Linus. Elle a les cheveux blonds. Elle repousse Linus — fou amoureux d'elle au début — au profit de Boom, qui reste indifférent puis elle sort finalement avec Cornell. Ses deux meilleures amies sont les jumelles Marie et Riley, qui suivent Jenny comme son ombre et n'hésitent pas à l'imiter. Son père, aussi froussard que Sanborn, travaille pour le SDC en tant qu'adjoint de Numéro 9.

#### Cornell Thomas
C'est l'ennemi juré de Linus. Moqueur et hautain, Il est amoureux de Jenny et il n'aime pas le club d'astronomie, il fait tout pour le dissoudre. Il admire le SDC et rêve de devenir un de leurs agents.

### Le SDC
Le Space Development Center (SDC), dont le chef est Numéro 9, vise à utiliser les extraterrestres comme armes pour conquérir le monde. Pour les contrôler, il utilise des puces électroniques qui sont implantées dans leur peau. Il compte deux agents spéciaux, Chase et Sandborn, pour tout Cosmopolis. Pour les aider, ils disposent de robots humanoïdes : les Sbires, qui sont au service du SDC. Ils sont armés et peuvent se déplacer à moto, à rollers, à jet-board ou à pied. Ils possèdent tous un bouclier corporel : un exosquelette, qu'ils utilisent uniquement dans les épisodes 51 et 52. 

#### Numéro 9
Chef du SDC. C'est un homme aigri et visiblement âgé. Ses yeux rouges sont cernés de gris, son bras droit est gonflé et vert, et ses cheveux sont également gris. Il est l'ennemi juré de Boom et ne cesse de mettre en marche des moyens pour le capturer et en faire une arme. C'est également l'oncle de Sandborn. À la fin de la série, après être vaincu par Linus, il tente de s'enfuir du siège du SDC, mais est arrêté dans sa fuite par Chase, Sandborn et 2 sbires robotiques. Il fut ensuite remplacé par Numéro 8 qui lui succède à la tête du SDC.

#### Andy Sandborn
Neveu de Numéro 9, il a été pistonné par ce dernier pour entrer au SDC. Peu compétent, il est bête et prétentieux et son QI est d'ailleurs de 0. Il tente sans cesse de séduire Chase, sa collègue, mais sans succès. Il est réputé pour se donner en spectacle et essayer de faire le héros ; cela finit souvent en « gamelle ». Malgré cela, il est très assidu dans ses missions, malgré sa maladresse qui fait échouer systématiquement les plans de Chase. Dans l'épisode 36 De Marbre, il se donne un coup sur la tête et devient particulièrement intelligent et redoutable, séduisant même Chase, mais un autre coup sur la tête à la fin du même épisode le fait redevenir le simplet qu'il était. Même si elle le trouve limite insupportable, ce sont de bons compagnons. De plus, dans le dernier épisode, où il sauve Chase d'un tir laser que Numéro 9 a tiré vers elle, Chase commence un peu à l'apprécier.
Anque Grételi
Dans l'épisode numéro 45, Cure de jouvence, après avoir bu du sang d'une alien capable de rester jeune tout au long de son cycle de vie, Sandborn se transforme en jeune homme de 10 ans.

#### Chase
Agent d'élite du SDC. Avant l'arrivée de son collègue Sandborn, de Boom et du club d'astronomie, elle accomplissait toutes ses missions avec brio. Mais elle échoue désormais systématiquement depuis leur arrivée. Elle a les cheveux et les yeux noirs, un pantalon noir, une chemise blanche, une veste avec manche des talons à aiguille et une paire de lunettes noire. Elle ne supporte pas Sandborn qu'elle traite constamment d'« idiot » ou de « crétin ». Mais dans le dernier épisode, où il la sauve d'un tir laser que Numéro 9 a tiré vers elle, Chase commence un peu à l'apprécier.
Greta Grételi
Dans l'épisode numéro 45, Cure de jouvence, après avoir bu du sang d'une alien capable de rester jeune tout au long de son cycle de vie,  Chase se transforme en une jeune fille de 10 ans pour démasquer l'extraterrestre rouge de 93 ans (14 années terrestres), qui se cache au collège. Elle a les cheveux et les yeux noirs, une jupe noire, une chemise blanche, un gilet sans manche noir, des chaussettes longues blanches, des chaussures de fille noir et une barrette rose dans les cheveux. Taki tombe amoureux de Greta sans savoir qu'il s'agit en vérité de Chase du SDC.